# Jan Sten
Jan Ernestovič Sten (rusky Ян Эрне́стович Стэн; lotyšsky Jānis Stens; 9. březnajul./ 21. března 1899greg. 1899 ve vesnice Vendene Livonské gubernie, Ruské impérium – 20. června 1937) byl sovětský politik, filozof a revolucionář lotyšského původu.

## Život
Narodil se v chudé rolnické rodině. V letech 1921–1924 studoval filozofii v Ústavu rudé profesury, jenž měl vychovávat novou sovětskou inteligenci. Byl Deborinovým žákem. V roce 1924 zahájil tzv. spor mechanicistů a dialektiků v sovětské filozofii, kde vystupoval jako kritik mechanismu. V letech 1927–1928 byl náměstkem vedoucího agitpropu. V letech 1928–1930 pracoval jako zástupce ředitele Ústavu Marxe–Engelse. Patřil k bucharinovské skupině. V říjnu 1932 byl proto vyloučen ze strany, zatčen a poslán do vyhnanství do Akmolinsku Kazašské ASSR. Roku 1934 byl propuštěn a začal působit v redakci Velké sovětské encyklopedie. V srpnu 1936 byl zase zatčen a obviněn z protirevoluční činnosti. 19 června 1937 byl odsouzen k trestu smrti a 20. června téhož roku popraven.